# Operace Ja'el
Operace Ja'el (hebrejsky: מבצע יעל‎, mivca Ja'el) byla vojenská akce izraelské armády  provedená v říjnu 1948 během první arabsko-izraelské války, po vzniku státu Izrael. Protivníkem Izraelců při ní byla Arabská osvobozenecká armáda Fauzí al-Kaukdžího. Operace byla vedená v pohoří Naftali v Horní Galileji. Skončila izraelským neúspěchem. Navazovala na ni ovšem brzy úspěšná a daleko širší operace Chiram, jejímž je operace Ja'el pouhým předznamenáním.

## Dobové souvislosti
Během října 1948 Izraelci mimořádně zlepšili svou vojenskou situaci. Zejména operace Jo'av na jihu země a na ni napojené menší operace dokázaly zlikvidovat egyptský koridor oddělující Negevskou poušť od centra státu. Zatímco na jihu již boje utichaly a v platnost vstupoval klid zbraní, na severu státu Izrael stále zůstávala relativně početná Arabská osvobozenecká armáda Fauzí al-Kaukdžího. Už během operace Dekel v červenci 1948 ovšem Izrael obsadil Dolní Galileu s městem Nazaret. Bašty sil Fauzí al-Kaukdžího zůstávaly jen v zcela hornatých regionech Horní Galileje, severně od údolí Bejt Netofa.

## Průběh operace
22. října al-Kaukdží zahájil překvapivý útok v prostoru vesnice Manara v horách Naftali nad Chulským údolím. Vesnice byla od počátku roku 1948 opakovaně terčem arabských útoků a blokád. Arabům se nyní podařilo dobýt lokalitu Šejch Abed (dnes hora Har Šina'an) a vesnice Manara byla dočasně obklíčena. Izraelci se rozhodli pro rychlý protiútok, který byl nazván operace Ja'el. Operace byla neúspěšná, ale již v noci z 28. na 29. října Izraelci spustili operaci Chiram, která přinesla úplný konec arabských vojenských sil v Galileji a dokonce znamenala dočasnou izraelskou okupaci části území Libanonu.